# المحكمة العليا للولايات المتحدة
المحكمة العليا للولايات المتحدة (بالإنجليزية: Supreme Court of the United States)‏ (اختصارًا SCOTUS) هي أعلى محكمة في القضاء الفدرالي للولايات المتحدة الأمريكية. تتمتع المحكمة بولاية قضائية نهائية (وتقديرية إلى حد كبير) على جميع قضايا المحاكم الفيدرالية ومحاكم الولاية التي تنطوي على نقطة من القانون الفيدرالي، وولاية قضائية أصيلة على نطاق ضيق من القضايا، وعلى وجه التحديد: جميع القضايا المؤثرة على السفراء، والوزراء، والقناصل العامين الآخرين، وتلك القضايا التي تكون الدولة طرفًا فيها. تتمتع المحكمة بسلطة المراجعة القضائية، والقدرة على إبطال قانون عند انتهاكه أحد أحكام الدستور، بالإضافة إلى قدرتها على إلغاء التوجيهات الرئاسية عند انتهاكها إما للدستور أو القانون الوضعي. ومع ذلك، لا يجوز لها التصرف إلا في سياق القضايا ضمن المجال القانوني المختصة فيه. يجوز للمحكمة أن تفصل في قضايا لها دلالات سياسية، لكنها قضت بأنها لا تملك سلطة البت في مسائل سياسية غير قابلة للتقاضي.
تأسست المحكمة بموجب المادة الثالثة من دستور الولايات المتحدة، وأُنشئت في البداية من قبل الكونغرس الأول من خلال قانون القضاء لعام 1789. وحددت لاحقًا بموجب قانون القضاء لعام 1869، تتكون المحكمة من رئيس القضاة في الولايات المتحدة وثمانية قضاة مساعدين. يمتلك كل قاضٍ فترة عمل مدتها: مدى الحياة، ما يعني بقائه في المحكمة حتى يستقيل أو يتقاعد أو يموت أو يُعزل من منصبه. عندما يحدث شاغر، يقوم الرئيس بمشورة وموافقة مجلس الشيوخ، بتعيين قاضٍ جديد. لكل قاضٍ صوت واحد في الفصل في القضايا المعروضة عليه. في حالة الأغلبية، يقرر رئيس المحكمة من يكتب رأي المحكمة؛ وغالبًا ما يكلف القاضي الأعلى بمهمة كتابة الرأي في خلاف ذلك.
تجتمع المحكمة في مبنى المحكمة العليا في واشنطن العاصمة، تُعد شرطة المحكمة العليا ذراع المحكمة المكلف بإنفاذ القانون.

## تاريخيًا
أُنشئت المحكمة أثناء مناقشة فصل السلطات بين الدوائر التشريعية والتنفيذية الذي فوض المؤتمر الدستوري لعام 1787 بوضع معايير للسلطة القضائية الوطنية. كانت فكرة إنشاء فرع ثالث للحكومة فكرة جديدة؛ في التقليد الإنجليزي، جرى التعامل مع المسائل القضائية على أنها جانب من جوانب السلطة الملكية (التنفيذية). في وقت مبكر، جادل المندوبون الذين عارضوا وجود حكومة مركزية قوية بأن القوانين الوطنية يمكن تنفيذها من قبل محاكم الولاية، بينما دعا آخرون -بما في ذلك جيمس ماديسون- إلى سلطة قضائية وطنية تتكون من محاكم مختلفة يختارها المجلس التشريعي الوطني. بالإضافة  إلى اقتراح أن يكون للسلطة القضائية دور في التحقق من سلطة السلطة التنفيذية في الاعتراض على القوانين أو تنقيحها. في النهاية، تعرض واضعو الدستور للخطر من خلال رسم مخطط عام فقط للسلطة القضائية، ومنح سلطة قضائية اتحادية في محكمة عليا واحدة، وفي محاكم أدنى درجة مثلما قد يأمر الكونغرس وينشئ من وقت لآخر. لم يحددوا صلاحيات ومسؤوليات المحكمة العليا ولا تنظيم السلطة القضائية ككل.
قدم الكونجرس الأمريكي الأول التنظيم التفصيلي للسلطة القضائية الفيدرالية من خلال قانون القضاء لعام 1789. كان من المقرر أن تعقد المحكمة العليا، وهي أعلى محكمة قضائية في البلاد، في عاصمة البلاد والتي تألفت في البداية من رئيس قضاة وخمسة قضاة مساعدين. قسم القانون البلاد إلى مناطق قضائية منظمة بدورها ضمن دوائر. كان يُطلب من القضاة (ركوب الدائرة) وعقد محكمة دائرة مرتين في السنة في المنطقة القضائية المخصصة لهم.
مباشرة بعد توقيع القانون ليصبح قانونًا، رشح الرئيس جورج واشنطن الأشخاص التالية أسماؤهم للعمل في المحكمة: جون جاي لمنصب رئيس المحكمة، وجون روتليدج، ووليام كوشينغ، وروبرت إتش هاريسون، وجيمس ويلسون، وجون بلير الابن بصفة قضاة مشاركين. أُكد الستة جميعًا من قبل مجلس الشيوخ في 26 سبتمبر 1789. ومع ذلك، رفض هاريسون الخدمة. رشحت واشنطن لاحقًا جيمس إيريدل في مكان هاريسون.
عقدت المحكمة العليا جلستها الافتتاحية في الفترة من 2 فبراير حتى 10 فبراير 1790، في البورصة الملكية في مدينة نيويورك، ثم في العاصمة الأمريكية. عقدت جلسة ثانية هناك في أغسطس 1790. خُصصت الجلسات الأولى للمحكمة للإجراءات التنظيمية، إذ لم تصل القضية الأولى إليها حتى عام 1791. عندما نُقلت العاصمة إلى فيلادلفيا في عام 1790، فعلت المحكمة العليا ذلك أيضًا. بعد الاجتماع الأولي في قاعة الاستقلال، أنشأت المحكمة غرفها في قاعة المدينة.

### البدايات الأولى عبر مارشال
تحت رئاسة القضاة جاي وروتليدج وإلسورث (1789-1801)، استمعت المحكمة إلى عدد قليل من القضايا. كان أول قرار لها هو في قضية ويست ضد بارنز (1791)، وهي قضية انطوت على مرافعات. نظرًا لأن المحكمة كانت تضم ستة أعضاء فقط في البداية، فإن كل قرار تتخذه بالأغلبية تم أيضًا بأغلبية الثلثين (التصويت من أربعة إلى اثنين). ومع ذلك، فقد سمح الكونجرس دائمًا لأقل من العضوية الكاملة للمحكمة باتخاذ القرارات، بدءًا من اكتمال النصاب القانوني لأربعة قضاة في عام 1789. افتقرت المحكمة إلى مكان خاص بها وكان لديها القليل من السيطرة والهيبة، وهو وضع لم يساعدها قضية تشيشولم ضد جورجيا (1793)، التي عُكست في غضون عامين من خلال اعتماد التعديل الحادي عشر.
نمت قوة المحكمة ومكانتها بشكل كبير خلال محكمة مارشال (1801-1835). في عهد مارشال، أسست المحكمة سلطة المراجعة القضائية على أعمال الكونجرس، بما في ذلك تحديد نفسها باعتبارها المفسر الأعلى للدستور (ماربوري ضد ماديسون) وإصدار العديد من الأحكام الدستورية الهامة التي شكلت وجوهر توازن القوى بين الحكومة الفيدرالية والولايات (لا سيما مارتن ضد رينتر هانتر، ماكولوتش ضد ماريلاند وجيبونز ضد أوغدن).
أنهت محكمة مارشال أيضًا ممارسة إصدار كل قاضٍ لرأيه بالتسلسل -من بقايا التقاليد البريطانية- وبدلًا من ذلك أصدرت رأيًا واحدًا بالأغلبية. خلال فترة مارشال أيضًا، وعلى الرغم من أنها خارجة عن سيطرة المحكمة، ساعدت محاكمة القاضي صمويل تشيس وتبرئته في 1804-1805 على ترسيخ مبدأ استقلال القضاء.

### من تاني إلى تافت
أصدرت محكمة تاني (1836-1864) العديد من الأحكام المهمة، كقضية شيلدون ضد سيل مثلًا، والتي قضت بأنه بينما لا يجوز للكونغرس تقييد الموضوعات التي قد تستمع إليها المحكمة العليا، إلا أنه قد يحد من اختصاص المحاكم الفيدرالية الأدنى لمنعها من سماع قضايا تتناول مواضيع معينة. ومع ذلك، فقد ذُكرت في المقام الأول بسبب حكمها في قضية دريد سكوت ضد ساندفورد، والتي ساعدت على التعجيل بالحرب الأهلية. في عصر إعادة الإعمار، فسرت محاكم تشيس وويت وفولر (1864-1910) تعديلات الحرب الأهلية الجديدة على الدستور وطوّرت عقيدة الإجراءات القانونية الواجبة (لوشنر ضد نيويورك؛ آدير ضد الولايات المتحدة).
في ظل محكمة وايت ومحاكم تافت (1910-1930)، رأت المحكمة أن التعديل الرابع عشر قد أدرج بعض ضمانات قانون الحقوق ضد الولايات (غيتلو ضد نيويورك)، التي تصارع مع قوانين مكافحة الاحتكار الجديدة (ستاندرد كومباني أويل أوف نيوجيرسي ضد الولايات المتحدة)، أيدت دستورية التجنيد العسكري (قضايا مسودة القانون الانتقائية) وجلبت مبدأ الإجراءات القانونية إلى أوجها الأول (مستشفى أدكنز ضد مستشفى الأطفال).

### عصر الصفقة الجديدة
خلال محاكم هيوز وستون وفينسون (1930-1953)، حصلت المحكمة على مكانتها الخاصة في عام 1935 وغيرت تفسيرها للدستور، ما أعطى قراءة أوسع لسلطات الحكومة الفيدرالية لتسهيل حكم الرئيس فرانكلين روزفلت. الصفقة الجديدة (أبرزها قضية فندق ويست كوست ضد باريش، ويكارد ضد فيلبرن، والولايات المتحدة ضد بوتلر، والولايات المتحدة ضد ديربي خلال الحرب العالمية الثانية، واصلت المحكمة تفضيل سلطة الحكومة، وتأييد اعتقال المواطنين اليابانيين (كوريماتسو ضد الولايات المتحدة) وعهد الولاء الإلزامي (مدرسة مينزرفيل ضد غوبيتس). ومع ذلك، سرعان ما جرى التنصل من غوبيتس (مجلس ولاية وست فرجينيا للتعليم ضد بارنيت)، وقيدت قضية الاتجاه المؤيد للحكومة.

### وارن وبرغر
وسعت محكمة وارن (1953-1969) بشكل كبير من قوة الحريات المدنية الدستورية. ورأت أن الفصل في المدارس العامة ينتهك بند الحماية المتساوية في التعديل الرابع عشر (براون ضد مجلس التعليم، بولينج ضد شارب وجرين ضد مقاطعة المدرسة) وأن الدوائر التشريعية يجب أن تكون متساوية تقريبًا في عدد السكان (رينولدز ضد سيمز). وأوجدت حقًا عامًا في الخصوصية ( غريسولد ضد كونيكتكيت)، حد من دور الدين في المدارس العامة (وأبرزها إنجل ضد فيتالي و  وشيمب ضد مدرسة أبينغتون)، من قانون الحقوق ضد الولايات -بشكل بارز ماب ضد أوهايو (قاعدة الإقصاء) وجيديون ضد وينرايت (الحق في تعيين محام)- وطلبت إبلاغ المشتبه بهم الجنائيين بجميع هذه الحقوق من قبل الشرطة (ميراندا ضد أريزونا). في الوقت نفسه، حدت المحكمة من دعاوى التشهير المقدمة من شخصيات عامة (نيويورك تايمز ضد سوليفان) وزودت الحكومة بسلسلة متواصلة من الانتصارات المضادة للاحتكار.
شكلت محكمة برغر (1969-1986) تحولًا محافظًا. بالإضافة إلى أنها وسعت حق غريسولد في الخصوصية لإلغاء قوانين الإجهاض (روي ضد وايد)، لكنها انقسمت بعمق حول العمل الإيجابي (جامعة كاليفرونيا ضد باكي) وتنظيم تمويل الحملات (باكلي ضد فاليو). بالإضافة إلى أنها تراجعت بشأن عقوبة الإعدام، إذ قررت أولًا أن معظم الطلبات كانت معيبة (فورمان ضد جورجيا)، ولكن لاحقًا، أن عقوبة الإعدام نفسها لم تكن غير دستورية (غريج ضد جورجيا).

### رينكويست وروبرتس
لوحظت محكمة رينكويست (1986-2005) لإحياء التطبيق القضائي للفيدرالية، مع التأكيد على حدود منح الدستور الإيجابي للسلطة (الولايات المتحدة ضد لوبيز) وقوة قيودها على تلك السلطات (سيمينول ضد فلوريدا، مدينة بويرن ضد فلوريس). لقد أصابت المدارس الحكومية أحادية الجنس باعتبارها انتهاكًا للحماية المتساوية (الولايات المتحدة ضد فرجينيا)، والقوانين ضد المثلية باعتبارها انتهاكات للإجراءات القانونية الواجبة (لورانس ضد تكساس)، وحق النقض (كلينتون ضد نيويورك)، لكن أيدت قسائم المدرسة (زيلمان ضد سيمونز-هاريس) وأعادت تأكيد قيود جور على قوانين الإجهاض (منظمة الأبوة المخططة ضد كيسي). كان قرار المحكمة في قضية بوش ضد آل جور، والذي أنهى إعادة فرز الأصوات أثناء الانتخابات الرئاسية لعام 2000، مثيرًا للجدل بشكل خاص.
تُعد محكمة روبرتس (2005 حتى الآن) أكثر تحفظًا من محكمة رينكويست. بعض أحكامها الرئيسية تتعلق بالاستباق الفيدرالي (ويث ضد ليفين)، والإجراءات المدنية والإجهاض (غونزاليس ضد كارهارت)، وتغير المناخ (ماساتشوستس ضد وكالة حماية البيئة)، والزواج من نفس الجنس الولايات المتحدة ضد وندسور وأوبيرجفيل ضد هودجز) وقانون الحقوق، ولا سيما في قضية المواطنون المتحدون ضد لجنة الانتخابات الفيدرالية (التعديل الأول)، وهيلر ماكدونالد (التعديل الثاني) وبايز ضد ريس (التعديل الثامن).

## تكوين المحكمة

### حجم المحكمة
لا تحدد المادة الثالثة من الدستور حجم المحكمة العليا ولا أي مناصب محددة فيها (على الرغم من الاعتراف ضمنيًا بوجود منصب رئيس القضاة في المادة الأولى، القسم 3، البند 6). بدلًا من ذلك، عُهد بهذه الصلاحيات إلى الكونجرس، الذي أنشأ في البداية محكمة عليا مكونة من ستة أعضاء تتألف من رئيس قضاة وخمسة قضاة مساعدين من خلال قانون القضاء لعام 1789. تغير حجم المحكمة لأول مرة بموجب قانون 1801 الذي كان من شأنه تقليل حجم المحكمة إلى خمسة أعضاء عند شاغرها التالي، لكن قانون 1802 أبطل على الفور القانون السابق، وأعاد عدد أعضاء المحكمة إلى ستة قبل حدوث أي شاغر. مع توسع حدود الأمة، أضاف الكونجرس قضاة لتتوافق مع العدد المتزايد من الدوائر القضائية: سبعة في عام 1807، وتسعة في عام 1837، وعشرة في عام 1863.
في عام 1866، بناءً على طلب كبير القضاة تشيس وفي محاولة للحد من سلطة أندرو جونسون، أصدر الكونجرس قانونًا ينص على عدم استبدال القضاة الثلاثة التاليين للتقاعد، الأمر الذي من شأنه تقليل هيئة المحكمة إلى سبعة قضاة عن طريق استنزافها. ونتيجة لذلك، أُزيل مقعد واحد في عام 1866، ومقعد ثانٍ في عام 1867. ولكن في عام 1869، أعاد قانون قضاة الدوائر عدد القضاة إلى تسعة. وبقي منذ ذلك الحين.
حاول الرئيس فرانكلين دي روزفلت توسيع المحكمة في عام 1937. وتوخى اقتراحه تعيين قاضٍ إضافي واحد لكل قاضٍ شاغل الوظيفة وبلغ سن 70 عامًا و 6 أشهر ورفض التقاعد، بحد أقصى 15 قاضيًا. كان الاقتراح ظاهريًا من أجل تخفيف عبء جدول الأعمال عن القضاة المسنين، لكن الغرض الفعلي كان مفهومًا على نطاق واسع على أنه محاولة من أجل تعبئة المحكمة بالقضاة الذين سوف يدعمون صفقة روزفلت الجديدة. الخطة التي يطلق عليها خطة التعبئة في المحكمة عادة، فشلت في الكونجرس. ومع ذلك، بدأ توازن المحكمة يتغير في غضون أشهر عندما تقاعد القاضي ويليس فان ديفانتر وحل محله السناتور هوغو بلاك. بحلول نهاية عام 1941، كان روزفلت قد عين سبعة قضاة مساعدين ورفع هارلان إف ستون إلى منصب رئيس القضاة.

### الترشيح والتأكيد والتعيين
تخول المادة الثانية، القسم 2، البند 2 من دستور الولايات المتحدة والمعروف باسم بند التعيينات الرئيس أن يرشح -وبتأكيد (المشورة والموافقة) من مجلس الشيوخ الأمريكي- تعيين المسؤولين العموميين، بما في ذلك قضاة المحكمة العليا. هذا البند هو أحد الأمثلة على نظام الضوابط والتوازنات المتأصل في الدستور. يتمتع الرئيس بالسلطة الكاملة للترشيح، بينما يمتلك مجلس الشيوخ السلطة الكاملة لرفض أو تأكيد المرشح. لا يحدد الدستور أي مؤهلات للخدمة كقضاء، وبالتالي يجوز للرئيس ترشيح أي شخص للخدمة، ولا يجوز لمجلس الشيوخ تحديد أي مؤهلات أو تقييد اختيار الرئيس.
في العصر الحديث، اجتذبت عملية التأكيد اهتمامًا كبيرًا من الصحافة ومجموعات المناصرة التي تضغط على أعضاء مجلس الشيوخ لتأكيد أو رفض مرشح اعتمادًا على ما إذا كان سجلهم يتماشى مع آراء المجموعة. تجري اللجنة القضائية في مجلس الشيوخ جلسات استماع وتصويت على ما إذا كان ينبغي أن يذهب الترشيح إلى مجلس الشيوخ بتقرير إيجابي أو سلبي أو محايد. تعد ممارسة اللجنة المتمثلة في إجراء مقابلات شخصية مع المرشحين حديثة نسبيًا. كان أول مرشح للمثول أمام اللجنة هو هارلان فيسك ستون عام 1925، الذي سعى إلى تهدئة المخاوف بشأن صلاته بوول ستريت، وبدأت الممارسة الحديثة للاستجواب مع جون مارشال هارلان الثاني في عام 1955. بمجرد تقديم اللجنة تقارير عن الترشيح، ينظر فيه مجلس الشيوخ بكامل هيئته. الرفض غير شائع نسبيًا؛ رفض مجلس الشيوخ صراحة اثني عشر مرشحًا للمحكمة العليا، وآخرهم روبرت بورك الذي رشحه الرئيس رونالد ريغان في عام 1987.
على الرغم من أن قواعد مجلس الشيوخ لا تسمح بالضرورة بالتصويت السلبي في اللجنة لمنع الترشيح، لكن قبل عام 2017 كان من الممكن حظر الترشيح عن طريق المماطلة بمجرد بدء النقاش في مجلس الشيوخ بأكمله. كان ترشيح الرئيس ليندون جونسون للقاضي المساعد الحالي آبي فورتاس لخلافة إيرل وارين كرئيس للمحكمة العليا في عام 1968 أول معطل ناجح لمرشح للمحكمة العليا. وشمل كلًا من أعضاء مجلس الشيوخ الجمهوريين والديمقراطيين المعنيين بأخلاقيات فورتاس. كان ترشيح الرئيس دونالد ترامب لنيل جورسوش للمقعد الذي تركه أنتونين سكاليا شاغرًا هو الثاني. على عكس فورتاس فيليبوستر، لكن أعضاء مجلس الشيوخ الديمقراطيين فقط صوتوا ضد ترشيح غورزوش، مستشهدين بفلسفته القضائية المحافظة المتصورة، ورفضت الأغلبية الجمهورية مسبقًا قبول ترشيح الرئيس باراك أوباما لميريك جارلاند من أجل شغل المنصب الشاغر. أدى هذا إلى قيام الأغلبية الجمهورية بتغيير القواعد وإلغاء المماطلة في ترشيحات المحكمة العليا.
ليس من الضروري أن يحصل كل مرشح للمحكمة العليا على تصويت في مجلس الشيوخ. يجوز للرئيس أن يسحب ترشيحه قبل إجراء تصويت التأكيد الفعلي، لأنه من الواضح عادةً أن مجلس الشيوخ سوف يرفض المرشح؛ حدث هذا مؤخرًا مع ترشيح الرئيس جورج دبليو بوش لهارييت مايرز في عام 2006. وقد يفشل مجلس الشيوخ أيضًا في اتخاذ إجراء بشأن ترشيح، والذي ينتهي في نهاية الجلسة. على سبيل المثال: لم يتخذ مجلس الشيوخ قرارًا بشأن ترشيح الرئيس دوايت أيزنهاور الأول لجون مارشال هارلان الثاني في نوفمبر 1954؛ أعاد أيزنهاور ترشيح هارلان في يناير 1955، وأُكد هارلان بعد شهرين. في الآونة الأخيرة، مثلما لوحظ سابقًا، فشل مجلس الشيوخ في اتخاذ إجراء بشأن ترشيح ميريك غارلاند في مارس 2016؛ انتهى الترشيح في يناير 2017، وملئ المنصب الشاغر من قبل نيل جورسوش، المعين من قبل الرئيس ترامب.
بمجرد مصادقة مجلس الشيوخ على الترشيح، يجب على الرئيس أن يعد ويوقع ورقة والتي بدورها يجب أن يُلصق عليها ختم وزارة العدل، قبل أن يتولى القاضي الجديد منصبه. تستند أقدمية العدالة المنتسبة إلى تاريخ التكليف، وليس تاريخ التثبيت أو القسم. أكدت قضية إدوين إم ستانتون أهمية التكليف. على الرغم من تعيينه في المحكمة في 19 ديسمبر 1869 من قبل الرئيس يوليسيس س.غرانت وأكده مجلس الشيوخ بعد أيام قليلة، توفي ستانتون في 24 ديسمبر قبل استلام تكليفه. لذلك، لا يعد عضوًا فعليًا في المحكمة.
قبل عام 1981، كانت عملية الموافقة على القضاة سريعة في العادة. من إدارة ترومان إلى نيكسون، جرت الموافقة على القضاة عادة في غضون شهر واحد. لكن من إدارة ريجان إلى الوقت الحاضر، استغرقت العملية وقتًا أطول بكثير. يعتقد البعض أن السبب في ذلك هو أن الكونجرس يرى أن القضاة يلعبون دورًا سياسيًا أكثر مما كان عليه في الماضي. وفقًا لخدمة أبحاث الكونغرس، فإن متوسط عدد الأيام من الترشيح إلى التصويت النهائي في مجلس الشيوخ منذ عام 1975 هو 67 يومًا (2.2 شهرًا)، في حين أن المتوسط الآن هو 71 يومًا (أو 2.3 شهرًا).

### مواعيد العطلة
عندما يكون مجلس الشيوخ في عطلة، يجوز للرئيس إجراء تعيينات مؤقتة لملئ المناصب الشاغرة. يشغل المعينون في العطلة مناصبهم فقط حتى نهاية جلسة مجلس الشيوخ التالية (أقل من عامين). يجب أن يؤكد مجلس الشيوخ المرشح لهم لمواصلة الخدمة؛ من بين اثنين من كبار القضاة وأحد عشر قاضيًا مساعدًا حصلوا على تعيينات في فترة العطلة، لم يتأكد تعيين رئيس القضاة جون روتليدج في وقت لاحق.
لم يقم أي رئيس منذ دوايت دي أيزنهاور بتعيين خلال عطلة للمحكمة، وأصبحت هذه الممارسة نادرة ومثيرة للجدل حتى في المحاكم الفيدرالية الأدنى. في عام 1960، بعد أن قام أيزنهاور بثلاثة تعيينات من هذا القبيل، أصدر مجلس الشيوخ قرارًا (بإحساس مجلس الشيوخ) بأن التعيينات في المحكمة يجب أن تتم فقط في ظروف غير عادية. مثل هذه القرارات ليست ملزمة قانونًا ولكنها تعبير عن آراء الكونجرس على أمل توجيه العمل التنفيذي.
حد قرار المحكمة العليا لعام 2014 في قضية المجلس الوطني لعلاقات العمل ضد نويل كانينغ من قدرة الرئيس على إجراء التعيينات في فترة الإجازة (بما في ذلك التعيينات في المحكمة العليا)؛ قضت المحكمة بأن مجلس الشيوخ يقرر متى يكون مجلس الشيوخ في جلسة (أو في فترة راحة). صرح القاضي براير في كتابته للمحكمة: إننا نعتقد أنه، لأغراض بند تعيينات العطلة، يكون مجلس الشيوخ في جلسة عندما يقول ذلك، شريطة أن يحتفظ بموجب قواعده الخاصة بالقدرة على التعامل مع أعمال مجلس الشيوخ. يسمح هذا الحكم لمجلس الشيوخ بمنع مواعيد الإجازات من خلال استخدام الجلسات المبدئية.

### الفترة
ينص الدستور على أن القاضي يجب أن يشغل منصبه ما دام حسن السيرة والسلوك (ما لم يعين خلال عطلة مجلس الشيوخ). يُفهم مصطلح حسن السلوك على أنه يعني أن القضاة قد يخدمون ما تبقى من حياتهم، ما لم يعزلوا ويدانوا من قبل الكونجرس، أو يستقيلوا، أو يتقاعدوا.
اتهم قاضٍ واحد فقط من قبل مجلس النواب (صموئيل تشيس، مارس 1804)، ولكن برئ في مجلس الشيوخ (مارس 1805). حدثت تحركات لعزل القضاة الجالسين مؤخرًا (على سبيل المثال، كان ويليام أو دوغلاس موضوع جلسات استماع مرتين، في عام 1953 ومرة أخرى في عام 1970؛ واستقال آبي فورتاس أثناء تنظيم جلسات الاستماع في عام 1969)، لكنهم لم يصلوا إلى جلسة استماع. لا توجد آلية لإزالة القاضي العاجز بشكل دائم بسبب المرض أو الإصابة، ولكنه غير قادر (أو غير راغب) بالاستقالة.
نظرًا لأن القضاة لديهم فترة غير محددة من الوظائف، يمكن أن يكون توقيت الوظائف الشاغرة غير متوقع. تظهر الوظائف الشاغرة أحيانًا في تتابع سريع، مثلما حدث في أوائل السبعينيات عندما رُشح لويس ف.باول جونيور ووليام رينكويست ليحلوا محل هوغو بلاك وجون مارشال هارلان الثاني، اللذين تقاعدا في غضون أسبوع من بعضهما البعض. أحيانًا يمر وقت طويل بين الترشيحات، مثل السنوات الإحدى عشرة بين ترشيح ستيفن براير في عام 1994 لخلافة هاري بلاكمون وترشيح جون روبرتس في عام 2005 لشغل مقعد ساندرا داي أوكونور (على الرغم من سحب ترشيح روبرتس) وأعيد تقديمه لمنصب رئيس المحكمة العليا بعد وفاة رينكويست).
على الرغم من التباين، تمكن جميع الرؤساء باستثناء أربعة رؤساء من تعيين قاضٍ واحد على الأقل. توفي وليام هنري هاريسون بعد شهر من توليه منصبه، على الرغم من أن خليفته (جون تايلر) حدد موعدًا خلال تلك الفترة الرئاسية. وبالمثل، توفي زاكاري تايلور بعد 16 شهرًا من توليه المنصب، لكن خليفته (ميلارد فيلمور) قدم أيضًا ترشيحًا للمحكمة العليا قبل نهاية تلك الفترة. أندرو جونسون، الذي أصبح رئيسًا بعد اغتيال أبراهام لينكولن، حُرم من فرصة تعيين العدالة من خلال تقليص حجم المحكمة. جيمي كارتر هو الشخص الوحيد الذي انتخب رئيسًا وترك منصبه بعد فترة ولاية كاملة واحدة على الأقل دون أن تتاح له فرصة تعيين العدالة. قضى كل من الرؤساء جيمس مونرو وفرانكلين روزفلت وجورج دبليو بوش فترة ولاية كاملة دون فرصة لتعيين عدالة، لكنهم قاموا بالتعيينات خلال فتراتهم اللاحقة في المنصب. لم يمر أي رئيس خدم أكثر من فترة ولاية كاملة دون فرصة واحدة على الأقل لتحديد موعد.

## العضوية

### قائمة القضاة
|  | المنصب              | القاضي                 | الذي عينه      | العمر  | مدة المنصب                   |                           |
|  | رئيس المحكمة العليا | جون روبرتس             | جورج دبليو بوش | 70 سنة | منذ 19 سنةً و6 أشهرٍ و11 يومًا  |                           |
|  | القاضي المقيم       | كلارنس توماس           | جورج بوش الأب  | 76 سنة | منذ 33 سنةً و5 أشهرٍ و17 يومًا  |                           |
|  | القاضي المقيم       | ستيفن براير            | بيل كلينتون    | 86 سنة | منذ 30 سنةً و8 أشهرٍ و6 أيامٍ   | متقاعد منذ 30 يونيو 2022. |
|  | القاضي المقيم       | صامويل أليتو           | جورج دبليو بوش | 75 سنة | منذ 19 سنةً وشهران و9 أيامٍ    |                           |
|  | القاضي المقيم       | سونيا سوتومايور        | باراك أوباما   | 70 سنة | منذ 15 سنةً و8 أشهرٍ و3 أيامٍ   |                           |
|  | القاضي المقيم       | ايلينا كاغان           | باراك أوباما   | 64 سنة | منذ 14 سنةً و8 أشهرٍ ويومان    |                           |
|  | القاضي المقيم       | نيل غورساتش            | دونالد ترامب   | 57 سنة | منذ 8 سنواتٍ ويومًا واحدًا      |                           |
|  | القاضي المقيم       | بريت كافاناه           | دونالد ترامب   | 60 سنة | منذ 6 سنواتٍ و8 أشهرٍ و9 أيامٍ  |                           |
|  | القاضي المقيم       | إيمي كوني فيفيان باريت | دونالد ترامب   | 48 سنة | منذ 4 سنواتٍ و5 أشهرٍ و13 يومًا |                           |
|  | القاضي المقيم       | كيتانجي براون جاكسون   | جو بايدن       | 54 سنة | 3 سنواتٍ ويومان               |                           |

### ديموغرافية المحكمة
تضم المحكمة حاليًا ستة قضاة وثلاث قاضيات. من بين القضاة التسعة، هناك قاضٍ أمريكي من أصل أفريقي (القاضي توماس) وقاضٍ من أصل إسباني (القاضي سوتومايور). ولد أحد القضاة لوالد مهاجر واحد على الأقل: ولد والد القاضي أليتو في إيطاليا.
ستة قضاة على الأقل هم من الروم الكاثوليك واثنان من اليهود. من غير الواضح ما إذا كان نيل جورسوش يعد نفسه كاثوليكيًا أم أسقفيًا. تاريخيًا، كان معظم القضاة من البروتستانت، بما في ذلك 36 من الأساقفة، و19 من الكنيسة المشيخية، و 10 موحدون، و5 ميثوديون، و3 معمدانيين. كان أول قاضٍ كاثوليكي هو روجر تاني في عام 1836، وشهد عام 1916 تعيين أول قاضٍ يهودي، لويس برانديز. انعكس الوضع التاريخي في السنوات الأخيرة، إذ أصبح القضاة الجدد إما كاثوليك أو يهود.
جميع القضاة الحاليين باستثناء إيمي باريت لديهم خلفية مع رابطة اللبلاب إما كطلاب جامعيين أو طلاب قانون. حصلت باريت على درجة البكالوريوس من كلية رودس ودرجة القانون من جامعة نوتردام. ثلاثة قضاة من ولاية نيويورك وواحد من ولاية كاليفورنيا ونيوجيرسي وجورجيا وكولورادو ولويزيانا وواشنطن العاصمة. في القرن التاسع عشر، كان كل قاضٍ رجلًا من أصول أوروبية شمالية غربية، وغالبًا ما كان بروتستانت. ركزت اهتمامات التنوع على الجغرافيا، لتمثيل جميع مناطق البلاد، بدلًا من التنوع الديني أو العرقي أو بين الجنسين.
ازداد التنوع العرقي والجندري في المحكمة في أواخر القرن العشرين. أصبح ثورغود مارشال أول قاضٍ أمريكي من أصل أفريقي في عام 1967. أصبحت ساندرا داي أوكونور أول قاضية امرأة في عام 1981. في عام 1986، أصبح أنطونين سكاليا أول قاضٍ إيطالي أمريكي. خلف مارشال الأمريكي الأفريقي كلارنس توماس في عام 1991. انضمت روث بادر جينسبيرغ إلى أوكونور في عام 1993. بعد تقاعد أوكونور، انضمت سونيا سوتومايور إلى جينسبيرغ في عام 2009، وهي أول قاضية من أصل لاتيني، وفي عام 2010 بواسطة إيلينا كاجان. بعد وفاة جينسبيرغ في 18 سبتمبر 2020، أُكد على أن إيمي كوني باريت هي خامس امرأة في تاريخ المحكمة في 26 أكتوبر 2020.
كان هناك ستة قضاة مولودين في الخارج في تاريخ المحكمة: جيمس ويلسون (1789-1798)، المولود في كاسكاردي، اسكتلندا؛ جيمس إيريدل (1790-1799)، ولد في لويس بإنجلترا؛ وليام باترسون (1793-1806)، ولد في مقاطعة أنتريم، أيرلندا الشمالية؛ ديفيد بروير (1889-1910)، ولد لإرساليات أمريكية في سميرنا، الإمبراطورية العثمانية (الآن إزمير، تركيا)؛ جورج ساذرلاند (1922-1939) ولد في باكينجهامشير بإنجلترا. وفيليكس فرانكفورتر (1939-1962)، ولد في فيينا، النمسا.

### قضاة متقاعدون
يوجد حاليًا ثلاثة قضاة متقاعدين على قيد الحياة في المحكمة العليا للولايات المتحدة: ساندرا داي أوكونور وأنتوني كينيدي وديفيد سوتر. بصفتهم قضاة متقاعدين، لم يعودوا يشاركون في عمل المحكمة العليا، ولكن قد يُستعان بهم من أجل أداء مهام مؤقتة كالجلوس في المحاكم الفيدرالية الأدنى، عادة محاكم الاستئناف في الولايات المتحدة. تجرى هذه التعيينات رسميًا من قبل رئيس القضاة، بناءً على طلب رئيس المحكمة الأدنى وبموافقة القاضي المتقاعد. في السنوات الأخيرة، جلس القاضي أوكونور مع العديد من محاكم الاستئناف في جميع أنحاء البلاد، وكان القاضي سوتر قد جلس مرارًا في الدائرة الأولى، التي كان عضوًا فيها لفترة وجيزة قبل الانضمام إلى المحكمة العليا.
يشبه وضع القاضي المتقاعد وضع قاضي محكمة دائرة أو محكمة محلية الذي تولى منصبًا رفيعًا، وتخضع أهلية قاضي المحكمة العليا لتولي وضع المتقاعد (بدلًا من مجرد الاستقالة من المحكمة) لنفس السن و معايير الخدمة.
في الآونة الأخيرة، يميل القضاة إلى التخطيط الاستراتيجي لقراراتهم لترك المنصة مع عوامل شخصية ومؤسسية وأيديولوجية وحزبية وحتى سياسية أحيانًا. غالبًا ما يدفع الخوف من التدهور العقلي والموت القضاة إلى التنحي. إن الرغبة في تعظيم قوة المحكمة وشرعيتها من خلال تقاعد واحد في كل مرة، عندما تكون المحكمة في عطلة، وخلال سنوات الانتخابات غير الرئاسية، تشير إلى الاهتمام بصحة المؤسسات. أخيرًا، خاصة في العقود الأخيرة، حدد العديد من القضاة مغادرتهم لتتزامن مع منصب رئيس متوافق فلسفيًا، لضمان تعيين خليفة له نفس التفكير.

### الأقدمية والجلوس
بالنسبة للجزء الأكبر، تخضع الأنشطة اليومية للقضاة لقواعد البروتوكول على أساس أقدمية القضاة. دائمًا ما يحتل رئيس القضاة المرتبة الأولى في ترتيب الأسبقية - بغض النظر عن طول مدة الخدمة. ثم يُرتب القضاة المعاونون حسب طول مدة خدمتهم. يجلس رئيس القضاة في المركز على المنضدة، أو على رأس الطاولة أثناء المؤتمرات. يجلس القضاة الآخرون بترتيب الأقدمية. يجلس رئيس القضاة المنتسبين مباشرة إلى يمين رئيس القضاة؛ ثاني أكبر رتبة يجلس مباشرة على يساره. تتناوب المقاعد من اليمين إلى اليسار بترتيب الأقدمية، ويحتل الحد الأدنى من القضاة المقعد الأخير. لذلك، بدءًا من منتصف فترة أكتوبر 2020، سوف تنعقد المحكمة على النحو التالي من اليسار إلى اليمين، من منظور أولئك الذين يواجهون المحكمة: كافانو، كاغان، أليتو، توماس (أكبر قاضٍ مشارك)، روبرتس (رئيس المحكمة العليا)، براير، سوتومايور، جورسوش، وباريت. وبالمثل، عندما يجتمع أعضاء المحكمة لالتقاط صور جماعية رسمية، يرتب القضاة حسب الأقدمية، حيث يجلس الأعضاء الخمسة الأقدم في الصف الأمامي بنفس الترتيب الذي يجلسون فيه أثناء جلسات المحكمة، ويجلس القضاة الأربعة الأصغر سنًا في الصف الأول. قضاة يقفون وراءهم، مرة أخرى بنفس ترتيب جلوسهم أثناء جلسات المحكمة.
في المؤتمرات الخاصة للقضاة، تتمثل الممارسة الحالية لهم في التحدث والتصويت بترتيب الأقدمية، بدءًا من رئيس القضاة أولًا وانتهاءً بالقضاة الأصغر سنًا. حسب العرف، فإن معظم القضاة المنتسبين الصغار في هذه المؤتمرات مكلفون بأية مهام وضيعة قد يطلبها القضاة عندما يجتمعون بمفردهم، مثل الرد على باب قاعة اجتماعاتهم، وتقديم المشروبات ونقل أوامر المحكمة إلى الكاتب. خدم القاضي جوزيف ستوري الأطول كقاضي مبتدئ، من 3 فبراير 1812 إلى 1 سبتمبر 1823، بإجمالي 4228 يومًا. يتبع القاضي ستيفن براير عن كثب الخدمة من 3 أغسطس 1994 إلى 31 يناير 2006، بإجمالي 4199 يومًا. تأتي القاضية إيلينا كاغان في خدمة ثالثة بعيدة من 6 أغسطس 2010 إلى 10 أبريل 2017، بإجمالي 2439 يومًا.

### الراتب
اعتبارًا من 2018، يتقاضى القضاة المعاونون راتبًا سنويًا قدره 255300 دولارًا أمريكيًا ويتقاضى رئيس المحكمة 267000 دولارًا سنويًا. تحظر المادة الثالثة، القسم 1 من دستور الولايات المتحدة على الكونغرس تخفيض رواتب القضاة الحاليين. بمجرد أن يفي القاضي بمتطلبات العمر والخدمة، يجوز للقاضي التقاعد. تعتمد المعاشات القضائية على نفس الصيغة المستخدمة للموظفين الفيدراليين، لكن معاش العدالة، مثلما هو الحال مع قضاة المحاكم الفيدرالية الأخرى، لا يمكن أن يكون أقل من راتبهم في وقت التقاعد.

### الميول القضائية
على الرغم من ترشيح القضاة من قبل الرئيس في السلطة، وتلقيهم المصادقة من قبل مجلس الشيوخ، فإن القضاة لا يمثلون ولا يتلقون موافقات رسمية من الأحزاب السياسية، مثلما هو مقبول في السلطتين التشريعية والتنفيذية. ومع ذلك، يصنفوا بشكل غير رسمي في الدوائر القانونية والسياسية على أنهم محافظون قضائيون أو معتدلون أو ليبراليون. ومع ذلك، فإن هذه الميول تشير عمومًا إلى وجهة نظر قانونية بدلًا من وجهة نظر سياسية أو تشريعية. تعتمد ترشيحات القضاة من قبل السياسيين الأفراد في السلطة التشريعية الذين يصوتون على موافقتهم أو عدم الموافقة على العدالة المرشحة. يمكن قياس أيديولوجيات الفقهاء ومقارنتها بالعديد من المقاييس، بما في ذلك درجة سيغال-كفر، ودرجة مارتن كوين، ودرجة المساحة القضائية المشتركة.
بعد تأكيد إيمي كوني باريت في عام 2020، تتكون المحكمة حاليًا من ستة قضاة يعينهم الرؤساء الجمهوريون وثلاثة يعينهم الرؤساء الديمقراطيون. من المقبول عمومًا أن رئيس القضاة روبرتس والقضاة المساعدين توماس وأليتو وجورسوش وكافانو وباريت المعينون من قبل الرؤساء الجمهوريين يشكلون الجناح المحافظ للمحكمة. يشكل القضاة براير وسوتومايور وكاغان، المعينين من قبل الرؤساء الديمقراطيين، الجناح الليبرالي للمحكمة. كان لجورسوش سجل حافل بصفته قاضٍ محافظ موثوق به في الدائرة العاشرة. كان يعتبر كافانو أحد القضاة الأكثر تحفظًا في دائرة العاصمة قبل تعيينه في المحكمة العليا. وبالمثل، فإن سجل باريت المختصر في الدائرة السابعة متحفظ. قبل وفاة القاضي جينسبيرغ، كان كبير القضاة روبرتس يعد العدالة المتوسطة للمحكمة (في وسط الطيف الأيديولوجي، مع أربعة قضاة أكثر ليبرالية وأربعة أكثر محافظة منه)، ما جعله المركز الأيديولوجي للمحكمة.